# Sojuz 38
Sojuz 38 è la denominazione di una missione della navicella spaziale Sojuz verso la stazione spaziale sovietica Saljut 6 (DOS 5). Si trattò del trentottesimo volo equipaggiato di questo velivolo spaziale, del sessantesimo volo nell'ambito del programma Sojuz sovietico nonché del quindicesimo volo equipaggiato verso la predetta stazione spaziale  (il tredicesimo equipaggiato - a causa degli insuccessi della Sojuz 25 e Sojuz 33 - che riuscì effettivamente a svolgere la manovra di aggancio).

## Equipaggio

### Equipaggio principale
| Ruolo                  | Equipaggio                                    | Equipaggio                                    |
| ---------------------- | --------------------------------------------- | --------------------------------------------- |
| Comandante             | Jurij Romanenko, GCTC Secondo volo            | Jurij Romanenko, GCTC Secondo volo            |
| Cosmonauta Ricercatore | Arnaldo Tamayo Méndez, Intercosmos Primo volo | Arnaldo Tamayo Méndez, Intercosmos Primo volo |

### Equipaggio di riserva
| Ruolo                  | Equipaggio                     | Equipaggio                     |
| ---------------------- | ------------------------------ | ------------------------------ |
| Comandante             | Evgenij Chrunov, GCTC          | Evgenij Chrunov, GCTC          |
| Cosmonauta Ricercatore | José López Falcón, Intercosmos | José López Falcón, Intercosmos |

## Missione
L'ottavo equipaggio ospite della stazione spaziale Saljut 6, motivo per cui questa missione viene pure catalogata sotto la denominazione di Saljut 6 EP-8 (in russo экспедиция посещения 8 - equipaggio ospite 8) fu contemporaneamente il settimo equipaggio internazionale a volare nel corso del programma Intercosmos. Questa volta la nazione ospite fu Cuba. L'equipaggio fu la quarta visita per il quarto equipaggio base della stazione (Saljut 6 EO-4), cioè per i cosmonauti Leonid Popov e Valerij Rjumin. Del resto, la missione si svolse analogamente con le missioni precedenti del programma Intercosmos, cioè venne eseguita la trasmissione in diretta del lancio, vi fu il collegamento con i capi dello Stato con conseguente trasmissioni di saluti e messaggi d'augurio ai compaesani. Inoltre vennero eseguiti una serie di esperimenti, tra cui delle osservazioni e la registrazione di immagini fotografiche (anche di carattere multispettrale mediante la fotocamera MKF 6) sempre del paese d'origine dell'intercosmonauta ospite. Non potevano mancare le analisi di carattere medico-biologico e vari esperimenti con prodotti tipici del paese ospite.
Novita della missione fu che l'aggancio alla stazione spaziale venne effettuato sulla parte oscura della Terra. Così furono visibili dalla stazione spaziale esclusivamente le luci di posizione della navicella spaziale che si stava avvicinando per eseguire la manovra di aggancio. Dalla Saljut 6, Rjumin poté filmare questa manovra, dedicando particolar attenzione all'attività ed al funzionamento del congegno propulsore principale. Questo venne eseguito principalmente per continuare con gli accertamenti dei motivi che avevano causato i problemi ed il disfunzionamento del congegno propulsore principale della Sojuz 33.
L'equipaggio atterrò, come al solito per le missioni Intercosmos, dopo poco più di sette giorni di missione il 26 settembre. In questo caso non venne eseguito lo scambio di navicella e pertanto rimase a disposizione dell'equipaggio base la Sojuz 37.

## Ulteriori dati di volo
- Denominazione Astronomica Internazionale: 1980-75

I parametri sopra elencati indicato i dati pubblicati immediatamente dopo il termine della fase di lancio. Le continue variazioni ed i cambi di traiettoria d'orbita sono dovute alle manovre di aggancio. Pertanto eventuali altre indicazioni risultanti da fonti diverse sono probabili ed attendibili in considerazione di quanto descritto.